# Pierre Ollivier
Pierre Ollivier (1890 – ?) byl belgický zápasník. V roce 1924 vybojoval na olympijských hrách v Paříži stříbrnou medaili ve střední váze.